# Nevil Maskelyne
Nevil Maskelyne (Londres, 6 de outubro de 1732 — Greenwich, 9 de fevereiro de 1811) foi um matemático e astrônomo britânico. Ele ocupou o cargo de 1765 a 1811. Ele foi a primeira pessoa a medir cientificamente a massa do planeta Terra. Ele criou o British Nautical Almanac and Astronomical Ephemeris for the Meridian of the Royal Observatory at Greenwich usando as correções de Johann Tobias Mayer para as tabelas da Lunar Theory de Euler.

## Carreira

### Medição de longitude
Em 1760, a Royal Society nomeou Maskelyne como astrônomo em uma de suas expedições para observar o trânsito de Vênus em 1761. Ele e Robert Waddington foram enviados para a ilha de Santa Helena. Esta foi uma observação importante, uma vez que medições precisas permitiriam o cálculo preciso da distância da Terra ao Sol, o que, por sua vez, permitiria o cálculo da escala real, e não relativa, do sistema solar. Isso permitiria, argumentou-se, a produção de tabelas astronômicas mais precisas, em particular aquelas que prevêem o movimento da Lua.
O mau tempo impediu a observação do trânsito, mas Maskelyne usou sua viagem para testar um método de determinação da longitude usando a posição da lua, que ficou conhecido como método da distância lunar. Ele retornou à Inglaterra, reassumindo sua posição como cura em Chipping Barnet em 1761, e começou a trabalhar em um livro, publicando o método da distância lunar de cálculo de longitude e fornecendo tabelas para facilitar seu uso em 1763 no The British Mariner's Guide, que incluía a sugestão de que, para facilitar a descoberta da longitude no mar, as distâncias lunares deveriam ser calculadas com antecedência para cada ano e publicadas em um formulário acessível aos navegadores.
Em 1763, o Conselho de Longitude enviou Maskelyne a Barbados para realizar um julgamento oficial de três candidatos a uma Longitude reward "Recompensa de Longitude". Ele deveria realizar observações a bordo do navio e calcular a longitude da capital, Bridgetown, por meio da observação dos satélites de Júpiter. Os três métodos em teste foram o relógio marítimo de John Harrison (agora conhecido como H4), as tabelas lunares de Tobias Mayer e medição feita por Christopher Irwin, com o objetivo de ajudar nas observações dos satélites de Júpiter a bordo do navio. O relógio de Harrison e as observações da distância lunar com base nas tabelas lunares de Mayer produziram resultados dentro dos termos do Longitude Act, embora o primeiro pareça ser mais preciso. O relógio de Harrison havia produzido a longitude de Bridgetown com um erro de menos de dez milhas, enquanto as observações da distância lunar tinham precisão de 30 milhas náuticas.
Maskelyne relatou os resultados do teste ao Conselho de Longitude em 9 de fevereiro de 1765. Em 26 de fevereiro de 1765, ele foi nomeado Astrônomo Real após a morte inesperada de Nathaniel Bliss em 1764; tornando-o ex officio comissário da Longitude. Os comissários entenderam que a cronometragem e os métodos astronômicos para encontrar a longitude eram complementares. O método da distância lunar poderia ser implementado mais rapidamente, com a proposta de Maskelyne de que tabelas como as de seu "The British Mariner's Guide" fossem publicadas a cada ano. Esta proposta levou ao estabelecimento do The Nautical Almanac, cuja produção, como Astrônomo Real, Maskelyne supervisionou. Fazer até mesmo observações astronômicas ocasionais também era a única maneira de verificar se um cronometrista estava marcando o tempo ao longo de uma longa viagem. Os comissários também precisavam saber que mais de um relógio de mar poderia ser feito e que os métodos de Harrison poderiam ser comunicados a outros relojoeiros.
O Conselho da Longitude, portanto, decidiu que as recompensas deveriam ser dadas a Harrison (£ 10 000), Mayer (£ 3 000, postumamente) e outros envolvidos em ajudar a desenvolver o método da distância lunar. Harrison foi informado de que uma recompensa adicional de £ 10 000 estaria disponível se ele pudesse demonstrar a replicabilidade de seu relógio. É importante notar que, embora John Harrison e seu filho posteriormente acusassem Maskelyne de preconceito contra o método de cronometragem, acusações repetidas por autores como Dava Sobel e Rupert Thomas Gould, Maskelyne nunca apresentou um método ou uma ideia própria para consideração do Conselho de Longitude. Ele iria desempenhar um papel significativo em ter cronometristas marinhos, bem como o método da distância lunar, desenvolvido, testado e usado a bordo de viagens de exploração.
Como as observações que alimentaram o Almanaque Náutico foram feitas no Observatório Real de Greenwich, o meridiano de Greenwich se tornou a referência para medições de longitude na Marinha Real e nas cartas do Almirantado Britânico. Foi escolhido para adoção como o primeiro meridiano internacional em 1884.

### Medição de latitude
Maskelyne teve um grande interesse em várias operações geodésicas, incluindo a medição do comprimento de um grau de latitude em Maryland e Pensilvânia, executado por Mason e Dixon em 1766-1768, e posteriormente a determinação da longitude relativa de Greenwich e Paris. No lado francês, o trabalho foi conduzido pelo Conde Cassini, Legendre e Méchain; do lado inglês, pelo general Roy. Esta triangulação foi o início do grande levantamento trigonométrico que foi posteriormente estendido por toda a Grã-Bretanha. Suas observações apareceu em quatro grandes volumes Fólio do 1776-1811, alguns deles sendo reimpresso em Elements of Astronomy de Samuel Vince.

### Experiência Schiehallion
Em 1772, Maskelyne propôs à Royal Society o que viria a ser conhecido como o Experimento de Schiehallion (em homenagem à montanha em que foi realizado), para a determinação da densidade da Terra usando um fio de prumo. Ele não foi o primeiro a sugerir isso, Pierre Bouguer e Charles-Marie de la Condamine tentaram a mesma experiência em 1738.
Maskelyne realizou seu experimento em 1774 em Schiehallion em Perthshire, Escócia, a montanha sendo escolhida devido à sua forma cônica regular que permitiu uma determinação razoavelmente precisa de seu volume. A diferença aparente de latitude entre duas estações em lados opostos da montanha foi comparada com a diferença real de latitude obtida por triangulação .

A partir das observações de Maskelyne, Charles Hutton deduziu uma densidade para a terra 4,5 vezes a da água (o valor moderno é 5,515).